# Squalus japonicus
Squalus japonicus е вид акула от семейство Squalidae.

## Разпространение и местообитание
Видът е разпространен в Провинции в КНР, Северна Корея, Тайван, Южна Корея и Япония (Кюшу, Хоншу и Шикоку).
Обитава океани и морета в райони с тропически и умерен климат. Среща се на дълбочина от 150 до 300 m.

## Описание
На дължина достигат до 91 cm.